# Lex Furia testamentaria
Die Lex Furia testamentaria (auch abgekürzt: lex Furia) war ein Plebiszit aus der Zeit der römischen Republik. Es stammt wohl aus dem Jahr 181 v. Chr., sicher jedenfalls von vor 169 v. Chr.
Das Gesetz diente der gesetzlichen Legatsbeschränkung und bestimmte, dass der Legatar als Vermächtnis (Legat) nicht mehr als 1000 As annehmen durfte. Das Gesetz richtete sich gegen die als übertrieben empfundene Lebenspraxis, Personen mit Vermächtnissen zu bedenken, die keine Blutsverwandten waren. Ausgenommen waren von der Regelung nähere Verwandte. Die Höchstsumme wurde von wohlhabenden römischen Bürgern zwar als lächerlich empfunden, erschwerte gleichwohl alle Zuwendungen, die nicht im Rahmen des Familienkreises stattfanden. Die dazu verfügbare Quelle des Gaius führt außerdem an, dass die Regelung dem Erbenschutz vor zu hohen Belastungen des Erbteils diente.
Im Gegensatz zur lex Cincia enthielt die lex Furia Anordnungen für Sanktionen. Diese bestanden in der Vervierfachung des Überschussbetrages als Strafe (poena quadrupli). Das Vermächtnis selbst blieb trotz verbotswidrigen Verhaltens wirksam und unberührt. Aus diesem Grund wird das Gesetz als lex minus quam perfecta klassifiziert. Zumeist wurden die Vorschriften wohl dadurch umgangen, dass Legate schlicht in Pakete von bis zu 1000 As aufgespalten wurden. Im Jahr 169 v. Chr. übernahm die praktisch ebenso untaugliche lex Voconia Legatsregelungen. Gegen das insoweit doppelte gesetzliche Versagen richtete sich ab 41/40 v. Chr. die lex Falcidia, die Quotengrenzen zum Belastungsverbot von Erbschaften einzog. Mit Erlass dieses Gesetzes trat die lex Furia testamentaria außer Anwendung.